# Transborde da Guerra Civil Síria
O transborde da Guerra Civil Síria é o impacto que a Guerra Civil Síria tem em outros países, particularmente nos fronteiriços. Desde os protestos da Primavera Árabe, que a Guerra Civil Síria se tornou numa guerra por procuração entre as potências do Médio Oriente, Turquia e Irão. Esta guerra também é vista como um potencial ponto de despoletação para uma guerra regional, receios estes  concretizados quando o Estado Islâmico do Iraque e do Levante — grupo militante jihadista salafita e alegado antigo afiliado da Al-Qaeda — se estabeleceu na Síria em 2013 e, no ano seguinte, combinou a Guerra do Iraque (2013-2017) e a da Síria num único conflito.

## Iraque

### Incidentes na fronteira Iraque-Síria
Em 4 de março de 2013, ocorreu uma emboscada bem-sucedida contra uma escolta do Exército Sírio que estava sobre a proteção de soldados iraquianos. O grupo estava a viajar na província de Anbar, próximo da fronteira com a Síria. O Estado Islâmico do Iraque e do Levante (EIIL) assumiu a responsabilidade pelo ataque a 11 de março. 51 soldados sírios foram mortos.
Em março de 2013, uma fonte de um hospital disse que o Exército Sírio Livre atacou soldados iraquianos após estes entrarem no Iraque. Isto levou a uma escalada de combates em todo o país. Em Maio de 2013, a Operação al-Shabah realizada pelo exército iraquiano, não conseguiu eliminar as milícias e prevenir a sua consolidação de várias delas com o EIIL. Conflito armado eclodiu na província de Al Anbar no final de 2013 e, em janeiro de 2014, o Estado Islâmico tornou-se num pseudo-país que assumiu grande parte do Iraque e da Síria, apagando a fronteira entre os dois e transformando o conflito numa guerra multinacional. Em Junho de 2014, o EIIL lançou uma ofensiva no norte do Iraque, tomando grandes áreas do país e ameaçando a própria capital.
Em junho de 2016, o Exército Livre da Síria, apoiado pelos Estados Unidos, superou as forças do EIIL na cidade fronteiriça de al-Bukamal . Esta cidade é essencial pois liga o leste da Síria ao Iraque. No entanto, nas horas seguintes, o EIIL lançou uma contra-ofensiva e retomou al-Bukamal, com o Exército Livre Sírio sofrendo baixas significativas. O controlo territorial significativo que o EIIL mantém em torno de al-Bukamal permite uma passagem relativamente fácil entre as duas nações. O EILL também conduziu ataques perto da passagem fronteiriça Waled-Tanif.

## Líbano
A Guerra Civil Síria levou a incidentes de violência sectária no norte do Líbano, entre apoiantes e opositores do governo Assad, e a confrontos armados entre sunitas e alauitas em Trípoli, Líbano. A Força Aérea Árabe Síria conduziu ataques contra alvos no Líbano, enquanto que os rebeldes lançaram mísseis contra alvos do Hezbollah, uma organização para-militar xiita. Combates entre os apoiantes do xeque sunita Ahmed Al-Assir, que é contra o envolvimento do Hezbollah na Síria, e o exército libanês, mataram pelo menos 15 dos seus soldados.

### Fronteira Líbano-Síria
No início do verão de 2012, dois militantes do Hezbollah foram mortos em território libanês num confronto com rebeldes sírios. Em 17 de setembro, aeronaves sírias de ataque dispararam três mísseis sobre território libanês perto de Arsal —  foi sugerido que os jatos estavam a perseguir rebeldes nas proximidades. O ataque levou o presidente libanês, Michel Sleiman, a lançar uma investigação, embora não culpou publicamente a Síria pelo incidente.
Em 22 de setembro de 2012, membros armados do Exército Sírio Livre atacaram um posto fronteiriço perto de Arsal. Esta foi relatada como a segunda incursão da semana. O grupo foi expulso pelo Exército Libanês, que deteve e posteriormente libertou alguns rebeldes devido à pressão de moradores locais indignados. O presidente libanês elogiou as ações levadas a cabo pelos militares, mantendo a posição do Líbano como sendo "neutra em relação aos conflitos de outros". Ele apelou aos residentes da fronteira para "ficarem ao lado do seu exército e ajudarem os seus membros". A Síria tem apelado a uma intensificação da buscas contra rebeldes, que afirma estarem escondidos em cidades fronteiriças libanesas. Em outubro de 2012, Hassan Nasrallah negou que os membros do Hezbollah estavam a lutar ao lado do exército sírio, e que os libaneses na Síria estavam apenas a proteger as aldeias habitadas pelos libaneses do Exército Sírio Livre.
Em agosto de 2014, a força aérea síria bombardeou o lado libanês da fronteira. Em dezembro daquele ano, usaram bombas de barril em supostas instalações rebeldes a noroeste de Arsal.

### Líbano vs. ISIL e Frente al-Nusra
De 2 a 5 de agosto de 2014, o exército libanês entrou em confronto com homens armados sírios na cidade de Arsal, o que deixou mais de cem soldados mortos de ambos os lados. Em 21 de agosto de 2014, a Frente al-Nusra invadiu o Líbano perto da cidade de Arsal e da e Al-Fakiha, no Vale do Bekaa. Após uma batalha entre eles e o Hezbollah, sete combatentes do Hezbollah e 32 terroristas sírios morreram em confrontos em torno da aldeia síria de Nahleh, perto da fronteira de Arsal. Dezenas de reféns foram levados de volta à Síria durante a batalha de Arsal. Após negociações infrutíferas, o gabinete libanês votou a favor de autorizar o exército a invadir a Síria para libertá-los em 4 de Setembro de 2014, no entanto não foi realizada.  Em Dezembro de 2015, após mais de um ano e meio de cativeiro, as tropas libanesas mantidas prisioneiras pela Al Nusra foram trocadas por prisioneiros detidos no Líbano. Houve outra tentativa de invasão do Líbano por uma força conjunta EIIL-Nusra no início de Outubro, que foi derrotada pelo Hezbullah, e em Janeiro de 2015.

### Hezbollah vs. Estado Islâmico
Em Junho de 2015, o Hezbollah alegou que estava no meio de uma grande batalha com o EIIL, clamando ter invadido partes do Líbano e tomado território.

## Turquia
Com uma fronteira de 1609km com a Síria e o Iraque, tem havido uma série de incidentes envolvendo a Turquia com várias facções em conflitos a sul da sua fronteira.

### Conflitos na fronteira Síria-Turquia
Á apoiar abertamente a deposição de Bashar al-Assad, a Turquia permitiu o estabelecimento de uma “rodovia jihadista” onde rebeldes, incluindo o EIIL, foram autorizados cruzar, ao sul da fronteira, tanto suplementos e militantes. Houve vários incidentes, incluindo o abate de um jato da Força Aérea Turca pela Síria, que matou os 2 pilotos, e também o abate de um jato da Força Aérea Síria pela Turquia, e um ataque do exército turco em fevereiro de 2015 para evacuar um pequeno enclave em Síria.

### Turquia e EILL
A Turquia tinha alegadamente apoiado o EIIL ao longo das suas muitas encarnações. Em certa medida, isso começou a mudar com os bombardeamento de Reyhanlı em 2013 e um ataque aéreo de retaliação em janeiro de 2014. O EILL superou esta situação e começou a conquistar território no norte do Iraque, seguida pela consolidação de territórios no norte da Síria. No verão de 2014, começou a tomar territórios perto da área fronteiriça com a Turquia, levando a que centenas de milhares de refugiados atravessassem a fronteira para causar se rebeldar. Como consequência, a Turquia pôs o fim da a trégua com o PKK.
Uma votação para autorizar a ação militar foi aprovada pelo parlamento turco em 2 de outubro de 2014. No entanto, não teve seguimento e ocorreram mais tumultos em muitas das cidades da Turquia, à medida que o governo exigia cada vez mais condições para participar na guerra. Os tumultos se intensificaram e várias dezenas de manifestantes foram mortos.
A relação entre o EIIL e a Turquia deteriorou-se durante a primavera e o verão de 2015, levando a ataques de elite na fronteira e a ataques aéreos por parte dos turcos.

### Cerco ao túmulo de Süleyman Shah
Em 22 de fevereiro de 2015, o exército turco invadiu a Síria por Kobanî e dirigiu-se ao túmulo de Suleyman Shah, que foi desmantelado e trazido de volta à Turquia. Os 40 guardas que estavam de serviço lá foram resgatados. Cerca de 100 veículos militares, incluindo 39 tanques, estiveram envolvidos, juntamente com 572 militares, um dos quais morreu num acidente.
Um ataque ao túmulo, considerado território turco ao abrigo de um acordo franco-turco de 1921, esteve sob ameaça no início do ano, levando o governo a declarar que retaliaria contra qualquer ataque ao túmulo, e serviria como um casus belli. O governo sírio disse que o ataque foi um ato de "agressão flagrante" e que responsabilizaria Ancara pelas suas repercussões.

### Abate de avião de guerra russo
Em 24 de novembro de 2015, um avião de guerra russo foi abatido na zona fronteiriça entre a Síria e a Turquia. A Turquia afirma que o avião violou o espaço aéreo turco, uma afirmação que a Rússia nega. Os primeiros relatos de várias agências de notícias russas indicaram que o avião tinha sido abatido por um ataque terrestre de rebeldes sírios, mas as autoridades russas confirmaram mais tarde os relatos turcos de que o avião tinha sido abatido pelos seus caças. De acordo com autoridades turcas, o jato russo, um SU-24, foi abatido por dois jatos F-16 turcos após múltiplos pedidos (10 pedidos num intervalo de cinco minutos) para que o jato russo mudasse o seu curso. A Turquia afirma que o jato russo violou o seu espaço aéreo, sobrevoando o território turco apesar dos avisos para mudar de rumo, enquanto a Rússia afirma que o seu jato nunca entrou no espaço aéreo turco e esteve sobre a Síria o tempo todo. A Turquia produziu um gráfico que mostra o padrão de voo do avião russo, que mostra-o a cruzar o extremo sul da província de Hatay antes de ser abatido e cair perto da montanha do Turcomenistão, perto da fronteira Síria-Turquia.
A Rússia manteve firmemente que “durante todo o seu voo, a aeronave permaneceu exclusivamente acima do território sírio”. Em resposta, o presidente russo Vladimir Putin afirmou que o ataque foi "uma facada nas costas dos cúmplices dos terroristas". A Turquia já havia alertado a Rússia sobre violações do espaço aéreo turco e também alertou sobre ataques contra civis turco-sírios que viviam ao longo da sua fronteira.

### Conflito curdo
O conflito de 2015 entre a Turquia e o Partido dos Trabalhadores do Curdistão (PKK) eclodiu após negociações de paz de dois anos, que começaram no final de 2012, mas que não conseguiram progredir à luz das crescentes tensões na fronteira com a Síria no final de 2014, quando o Cerco de Kobani originou uma onda de refugiados curdos na Turquia. Alguns dos curdos acusaram a Turquia de ajudar o Estado Islâmico do Iraque e do Levante durante a crise, resultando em manifestações curdas na Turquia, envolvendo dezenas de mortes. As tensões aumentaram ainda mais no verão de 2015 com o atentado bombista de 20 de julho em Suruç, alegadamente executado por um grupo turco afiliado ao EIIL contra apoiantes curdos. Em 21 de julho, o PKK matou um soldado turco e feriu mais 2 em Adıyaman. Em 23 de Julho, dois agentes da polícia turca foram mortos pelo PKK em Ceylanpinar, que o descrevou como retaliação. 

## Jordânia
Houve vários incidentes ao longo da fronteira entre a Síria e a Jordânia. A Jordânia tem cerca de 600 mil refugiados sírios acreditados– embora as autoridades jordanianas digam que o número total é de 1,4 milhões.
Intensos bombardeios em Daraa, Síria, atingiram acidentalmente o lado jordânio da fronteira; danos signficativos não foram causados. Houve ocorrências em que homens armados foram mortos ou feridos em confrontos com soldados das patrulhas fronteiriças da Jordânia. Desde outubro de 2014, a Jordânia tem tomado uma parte ativa na coligação anti-EILL, contribuindo para a campanha de ataques aéreos liderada pelos Estados Unidos.
Em Abril de 2014, a Força Aérea Jordaniana lançou um ataque aéreo contra soldados que tentavam cruzar ilegalmente a fronteira vindo da Síria. Tentativas de infiltração de combatentes na Jordânia são comums, devido ao regresso de jihadistas jordanianos que foram lutar na Síria e decidiram regressar. Reporta-se que há mais de 2.000 jihadistas jordanianos a lutar na Síria. Mais de cem pessoas foram presas e acusadas de cruzar a fronteira para ir lutar na guerra. Dois incidentes ocorreram em janeiro de 2016. Em 23 de janeiro, o porta-voz das forças armadas da Jordânia afirmou que um total de 36 homens armados tentaram infiltrar-se pela fronteira, levando a um confronto com os guardas fronteiriços que mataram 12; os restantes recuaram para a Síria. Mais tarde, descobriu-se que eles tinham 2.000.000 de comprimidos em seu porte. O porta-voz afirmou ainda que “a Jordânia não tolerará qualquer tentativa de infiltração e atacará com mão de ferro quem tentar perturbar a segurança nacional da Jordânia”. No dia 25 de Janeiro, dois homens armados tentaram infiltrar-se nas fronteiras, sendo mortos pelos guardas; foram descobertos 2.600 sacos de cannabis do tamanho da palma da mão e 2,4 milhões de comprimidos de Fenetilina.

## Linha de cessar-fogo sírio-israelense
Em setembro de 2012, vários morteiros atingiram as Colinas de Golã, região ocupada por Israel, numa zona perto da fronteira Síria. Ao longo de Outubro e início de Novembro, vários morteiros sírios e projécteis de artilharia ligeira atingiram as Colinas de Golã. Pensa-se que um dos tiros de morteiro tinha sido responsável por um incêndio florestal que eclodiu na área. A 3 de Novembro, três tanques sírios entraram na zona desmilitarizada no centro das das colinas, enquanto vários morteiros eram disparados contra a área. A 5 de Novembro, um jipe do exército israelita foi danificado pelo exército sírio enquanto patrulhava a fronteira. A 11 de novembro, depois de um morteiro sírio atingir as colinas, o exército israelita respondeu ao lançar um míssil de aviso na direção de morteiros sírios. A 12 de Novembro, outro morteiro sírio atingiu as colinas; como resposta tanques israelitas abatem um morteiro sírios. Um projétil disparado da Síria explodiu na parte ocupada israelita das Colinas de Golã a 14 de julho de 2013.
Em junho de 2015, duas ambulâncias que transportavam rebeldes sírios feridos foram atacadas por manifestantes drusos nas Colinas de Golã. Um dos feridos morreu no incidente. Os ataques ocorreram após um dos rebeldes numa entrevista prometer regressar à Síria para lutar contra a minoria drusa. Em fevereiro de 2018, um drone iraniano entrou no espaço aéreo israelita, sendo abatido pela Força Aérea. Em retaliação, alvos iranianos dentro da Síria foram atingidos. Durante o ataque aos alvos iranianos, os sistemas de defesa anti-aérea sírios abateram um caça F-16 israelense.

## Locais de transbordamento distantes

### Líbia
A tomada da cidade de Derna, na Cirenaica, na Líbia, pelo autoproclamado Estado Islâmico do Iraque e do Levante (ISIL) ocorreu no final de 2014. Em novembro de 2014, Wilayat Darnah (a província de Darnah) ou Wilayat Barqah (província da Líbia Oriental) foi declarada parte integrante do chamado "Estado Islâmico". O ISIL controlou a cidade desde outubro de 2014 até cair nas mãos do Conselho Shura dos Mujahideen em Derna, em junho de 2015, que foram posteriormente derrotados pelo Exército Nacional da Líbia durante a Batalha de Derna.
O ISIL na Líbia publicou um vídeo online em 15 de fevereiro de 2015 retratando o assassinato de 21 coptas egípcios . O vídeo apresentava semelhanças com vídeos anteriores que mostravam a “execução” de reféns ocidentais e japoneses, incluindo os macacões laranja usados pelas vítimas e o método de assassinato por decapitação. O Egito respondeu ao vídeo lançando ataques aéreos contra alvos em Derna.

### Kuwait
Em 26 de junho de 2015, militantes do EIIL explodiram uma mesquita xiita na cidade do Kuwait, matando dezenas e ferindo centenas.

### França
Uma campanha de ataques islâmicos ocorreram em França. Os primeiros, a 7 de janeiro de 2015, na Île-de-France cometidos por terroristas de grupos jihadistas como o AQAP e ISIL, ou indivíduos isolados que simpatizam com o movimento jihadista . Desde 2015 até julho de 2016, ocorreram oito incidentes terroristas islâmicos em França, incluindo ataques fatais em Île-de-France, Saint-Quentin-Fallavier e Paris . Os ataques de novembro de 2015 em Paris foram motivados pelo EIIL como uma “retaliação” ao papel francês na Guerra Civil Síria e na Guerra do Iraque.

### Bangladesh
A maioria dos ataques perpetrados por extremistas islâmicos no Bangladesh desde outubro de 2015 foram reivindicados pelo EIIL. Em novembro de 2015, a revista Dabiq do EILL publicou um artigo apelando ao “renascimento da jihad em Bengala”. Desde então, militantes islâmicos radicais assassinaram secularistas, ateus, escritores, bloggers, activistas LGBT, muçulmanos sufis e liberais, sacerdotes hindus e budistas e missionários cristãos do Bangladesh, bem como expatriados estrangeiros da Europa e da Ásia Oriental. Em 1 de julho de 2016, seis homens armados invadiram um restaurante na capital do Bangladesh, Daca, matando clientes de várias nacionalidades e matendo-os reféns durante quase 12 horas, até o exército do Bangladesh pôr fim ao cerco. O EIIL reivindicou crédito pelo ataque divulgou fotos dos homens armados e das vítimas de dentro do restaurante.